# Robert Demeritt
Robert Demeritt – amerykański zapaśnik w stylu klasycznym. Srebrny medal na mistrzostwach panamerykańskich w 1994. Drugi w igrzyskach wojskowych w 1995 roku. Żołnierz U.S. Army. Służył na USS Kitty Hawk i Naval Air Station Pensacola.